# Východoslovenská galerie

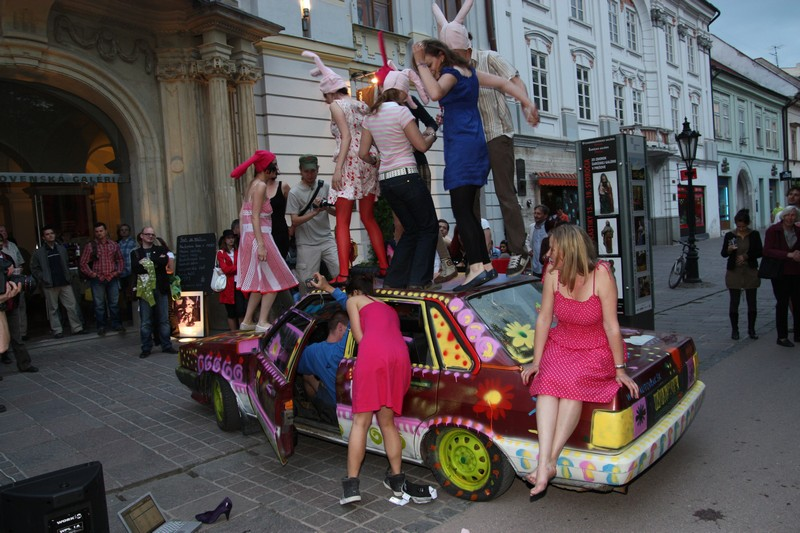
Mezinárodní den muzeí a galerií před hlavní budovou Východoslovenské galerie

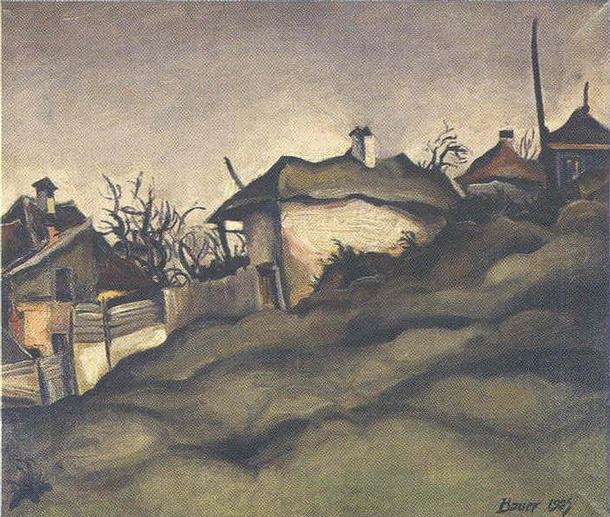
Konštantín Bauer - Periferie Košic (1925), z expozice Košice vo výtvarnom umení

Východoslovenská galerie (slovensky Východoslovenská galéria) je kulturní instituce zaměřující se na sbírkotvornou činnost umění ve východoslovenském kraji. Sídlem galerie od roku 1992 je bývalý Župní dům. Je to budova postavená podle projektů vídeňského stavitele J. Langera v roce 1779 v barokně-klasicistním stylu. V letech 1888–1889 její přední část upravili, přibudovali dvorní křídla a přestavěli zadní trakt. Uprostřed průčelí je umístěn plastický znak abovské a tureňské župy z roku 1558. Na patře přední části budovy je reprezentační zasedací síň, tzv. historický sál. V této zasedací síni se 5. dubna 1945 uskutečnilo první zasedání vlády Národní fronty Čechů a Slováků a byl zde vyhlášen Košický vládní program.
Další budova je umístěna v centru města nedaleko Dómu sv. Alžbety na Alžbetinej ulici 22. Původně barokní objekt ze začátku 18. století byl na konci 19. století upraven v duchu pseudohistorického slohu. Projektantem těchto úprav byl akad. mal. J. Bencúr.

## Historie
Jako nejstarší regionální galerie na Slovensku byla pod názvem Krajská galéria založena 7. prosince 1951 dekretem Ministerstva školství, věd a umění v Bratislavě. Vlastní samostatnou prezentační činnost začala již v únoru 1952 v prostorách Státního východoslovenského muzea svou první výstavou Východoslovenskí maliari XIX. storočia. Po vzniku Východoslovenského kraje byla v roce 1961 přejmenována na Východoslovenskou galerii. Její sídlem byl Csáky-Dessewffyho palác až do roku 1992, kdy se přestěhovala do stávajících prostor Župního domu. Ve stejném roce byl její název změněn na Galerii Júlia Jakobyho na počest významného košického umělce Júlia Jakobyho. Od roku 1996 nese opět název Východoslovenská galerie.
V současnosti vlastní galerie více než 7 000 uměleckých děl z 19., 20. a 21. století. Ročně pořádá kolem 40 výstav ať už ve vlastních prostorách, nebo v jiných slovenských a zahraničních galeriích.

## Expozice
Od počátku své činnosti prezentovala zejména expozice jako Maľba 19. storočia na východnom Slovensku(J. Czauczik, J. Rombauer, K. Tibely, F. a V. Klimkovičovi, J. J. Stunder, A. Stadler, J. Bencúr, L. Medňanský, L. Horovitz, Ľ. Čordák, E. Halász-Hradil), Umenie 20. storočia na východnom Slovensku (A. Jaszusch, K. Kövári-Kačmarik, K. Bauer, T. J. Mousson, G. Schiller, G. Kieselbach, J. Jakoby, J. Bendík, J. Collinásy, J. Fabini, A. Eckerdt) prezentující práci východoslovenských umělců a expozici Slovenská grafika v zbierkach galérie (Ľ. Fulla, V. Hložník, E. Zmeták, A. Brunovský, R. Fila, O. Dubay, A. Barčík, V. Gergeľová, A. Eckerdt, V. Gažovič, T. Gáll, M. Dobeš, J. Jankovič, D. Kállay, K. Štanclová, J. Haščák, M. Dúbravec, M. Minarovič) ta prezentuje grafiku 2. poloviny 20. století. Během roku se výstavy ve Východoslovenské galerii mění.
V budově na Alžbetině ulici se nachází Galerie mladých, která prezentuje současné umění. Výstavy na Alžbetině ulici 22 se mění v pravidelných intervalech.